# The Mother of All Demos

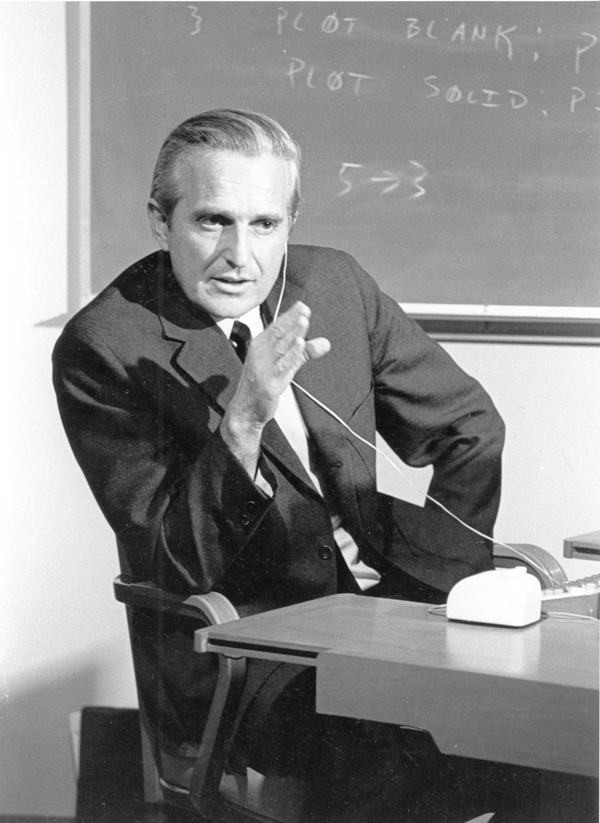
Douglas Engelbart bei der Vorbereitung der Mother of All Demos (Dezember 1968)

Als The Mother of All Demos (Die Mutter aller Vorführungen) wurde rückwirkend die wegweisende Computerpräsentation A research center for augmenting human intellect bezeichnet, welche von Douglas C. Engelbart am 9. Dezember 1968 auf der Joint Computer Conference in San Francisco gehalten wurde.
Die Live-Demonstration beinhaltete die Vorstellung eines kompletten Computerhardware- und Softwaresystems namens oN-Line System, kurz NLS. Die 90-minütige Präsentation demonstrierte zum ersten Mal viele der grundlegenden Elemente des modernen Personal Computing: Fenster, Hypertext, Grafiken, effiziente Navigation und Befehlseingabe, Videokonferenzen, die Computermaus, Textverarbeitung, dynamische Dateiverknüpfung, Revisionskontrolle und einen kollaborativen Echtzeit-Editor. Engelbarts Präsentation war die erste, die all diese Elemente in einem einzigen System öffentlich demonstrierte. Die Vorführung hatte großen Einfluss auf nachfolgende Entwicklungen und brachte Anfang der 1970er Jahre ähnliche Projekte bei Xerox PARC hervor. Die zugrunde liegenden Konzepte und Technologien beeinflussten in den 1980er und 1990er Jahren die Betriebssysteme mit grafischen Benutzeroberflächen sowohl von Apple Macintosh als auch von Microsoft Windows.
In den 1990er Jahren wurde die prägnante Zuschreibung Mother of All Demos für diese Präsentation etabliert.

## Hintergrund
Während seines Militärdienstes auf den Philippinen las Douglas Engelbart 1945 Vannevar Bushs Essay As We May Think, in dem das Konzept einer universellen Wissensmaschine namens Memex beschrieben wird; der Artikel sollte Engelbarts zukünftige Forschung nachhaltig beeinflussen. Am Stanford Research Institute (SRI) in Menlo Park gründete er Anfang der 1960er Jahre das Augmentation Research Center (ARC), das die Umsetzung der grundlegenden Ideen Vannevar Bushs zum Ziel hatte. Mit NASA- und ARPA-Finanzierung entwickelte das Labor das oN-Line System (NLS), das Engelbart am 9. Dezember 1968 im San Francisco Civic Auditorium öffentlich vorstellte.

## The Mother of All Demos
Die Präsentation trug den Titel „A research center for augmenting human intellect“ (Ein Forschungszentrum zur Steigerung des menschlichen Intellekts). Ungefähr 1.000 Computerfachleute waren im Auditorium anwesend.

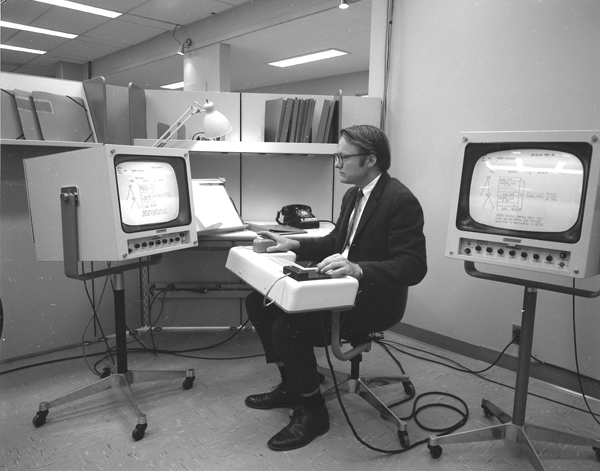
Engelbarts Mitarbeiter Bill English, der den technischen Ablauf der Präsentation überwachte

Engelbart demonstrierte mit Hilfe seines geografisch verteilten Teams die NLS-Funktionen. Die Präsentation verwendete einen Eidophor-Videoprojektor, der die Videoausgabe des NLS-Computers auf einem 6,7 Meter (22 Fuß) hohen Bildschirm anzeigte, damit das Publikum sehen konnte, was Engelbart tat.
Die Forscher benutzten auch zwei selbstgebaute Modems mit 1200 Baud – Hochgeschwindigkeit für 1968 –, die über eine Standleitung verbunden waren, um Tastatur- und Mausdaten von der Workstation im Civic Auditorium zum SDS-940-Computer ihrer Zentrale in Menlo Park zu übertragen.
Um Live-Videoübertragung in beiden Richtungen zwischen dem Labor und dem Konferenzsaal bereitzustellen, wurden zwei Richtfunkverbindungen verwendet. Mit einem Schalter konnte gesteuert werden, was auf dem großen Bildschirm angezeigt wurde. Der Kameramann in Menlo Park war Stewart Brand – damals kein Computerexperte, am besten bekannt als Herausgeber des Whole Earth Catalog –, der Engelbart und das Team auch bei der Präsentation der Demo beriet.

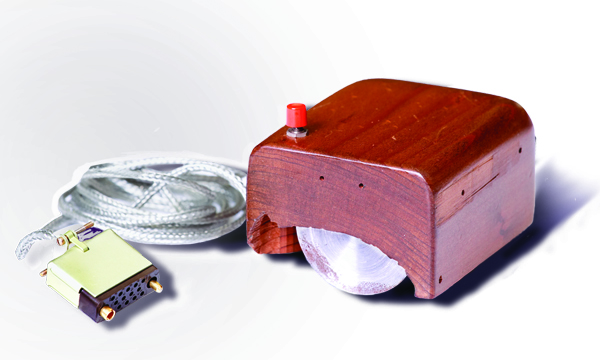
Mausprototyp, den Douglas Engelbart bei der Präsentation verwendete

Während der 90-minütigen Präsentation verwendete Engelbart seinen Mausprototyp, um sich auf dem Bildschirm zu bewegen, Text hervorzuheben und die Größe von Fenstern zu ändern. Dies war das erste Mal, dass ein integriertes System zur Manipulation von Text auf dem Bildschirm öffentlich präsentiert wurde.
Zu unterschiedlichen Zeiten erschienen Engelbarts Mitarbeiter Jeff Rulifson und Bill Paxton in einem anderen Teil des Bildschirms, um Engelbarts Text aus der Ferne von Menlo Park aus zu bearbeiten. Während sie gemeinsam an dem Text arbeiteten, konnten sie den Bildschirm des jeweils anderen sehen, sich unterhalten und sich auch gegenseitig sehen. Des Weiteren zeigte Engelbart dem Publikum, wie das Klicken auf unterstrichenen Text zu einer anderen Seite mit Informationen führte, wodurch er das Konzept von Hypertext demonstrierte.
Als er die Demonstration beendete, gab ihm das Publikum Standing Ovations. Um das System weiter zu demonstrieren, stand ein separater Raum zur Verfügung, in dem sich die Teilnehmer die NLS-Workstations genauer ansehen und Engelbart Fragen stellen konnten.

## Nachwirkung
Anfang der 1970er Jahre verließ ein Großteil von Engelbarts Team ARC und ging seine eigenen Wege, wobei viele von ihnen beim Xerox Palo Alto Research Center (PARC) landeten. Unter diesen Leuten war Bill English, der die Maus weiter verbesserte. Auch Engelbarts früherer Unterstützer bei NASA und ARPA, Robert Taylor, wechselte zu PARC. Alan Kay, der ebenfalls an der Demo teilnahm, entwarf während seiner Zeit bei PARC eine objektorientierte Computerumgebung namens Smalltalk.
Bis 1973 entstand mit dem Xerox Alto ein voll funktionsfähiger Personal Computer, ähnlich dem NLS-Terminal, das Engelbart 1968 demonstriert hatte, aber viel kleiner und technisch verfeinert. Mit seiner mausgesteuerten Benutzeroberfläche beeinflusste der Alto in den 1980er Jahren Steve Jobs und Apples Macintosh-Computer und Betriebssystem. Schließlich folgte das Windows-Betriebssystem von Microsoft dem Macintosh und verwendete wie das Alto- und das NLS-System eine Maus mit mehreren Tasten.
Engelbarts Einfluss erreichte auf der Konferenz seinen Höhepunkt, und man erinnerte sich hauptsächlich während der 1970er und eines Großteils der 1980er Jahre an ihn als den Erfinder der Maus und des Hypertexts, der von Apple und Microsoft adaptiert und bekannt gemacht wurde. Zum 30. Jahrestag der Demo im Jahr 1998 veranstaltete die Stanford University eine große Konferenz, um Engelbarts visionären Einfluss auf Computer und das World Wide Web zu feiern. Als der 40. Jahrestag gefeiert wurde, war Engelbarts Demo als eine der wichtigsten in der Computergeschichte anerkannt.

## Ursprung des Namens „Mother of All Demos“
Die erste Verwendung des Namens „Mother of All Demos“ für Engelbarts Vortrag wird dem Journalisten Steven Levy zugeschrieben, der ihn in seinem Buch „Insanely Great: The Life and Times of Macintosh, the Computer That Changed Everything“ von 1994 verwendete. Er fügt sich ein in eine Liste von geflügelten Begriffen der Struktur „Mutter aller...“.